# Pjätteryds distrikt
Pjätteryds distrikt är ett distrikt i Älmhults kommun och Kronobergs län. Distriktet ligger nordväst om Älmhult. 

## Tidigare administrativ tillhörighet
Distriktet inrättades 2016 och utgörs av socknen Pjätteryd i Älmhults kommun.
Området motsvarar den omfattning Pjätteryds församling hade 1999/2000.